# Dębieńsko
Dębieńsko (deutsch Dubensko) ist ein Dorf im Powiat Rybnicki in der Woiwodschaft Schlesien, Polen. Seit 1977 ist das Dorf ein Stadtteil von Czerwionka-Leszczyny.

## Geographie
Dębieńsko liegt 4 km nordöstlich von Czerwionka-Leszczyny und 24 km südwestlich von Kattowitz am Fluss Jordanek. Es liegt am südlichen Rand der Oberschlesischen Platte.
Durch das Dorf verläuft die Autobahn A1.

## Geschichte
Ritter Egidio de Damb erhielt die Rechte an dem Land von Herzog Wladislaus I. und 1255 die Genehmigung ein Dorf zu errichten. 1306 wird eine Siedlung mit dem Namen Damb erwähnt. Seit 1335 gibt es eine Kirche im Dorf.
1775 wurde Dębieńsko eine unabhängige Gemeinde. Die Gmina Dębieńsko wurde 1954 in eine Gromada umgewandelt. Im Jahr 1973 kam das Dorf zur Gmina Ornontowice. Vier Jahre später wurde es in die Stadt Leszczyny eingemeindet, die 1992 in Czerwionka-Leszczyny umbenannt wurde.

## Sehenswürdigkeiten

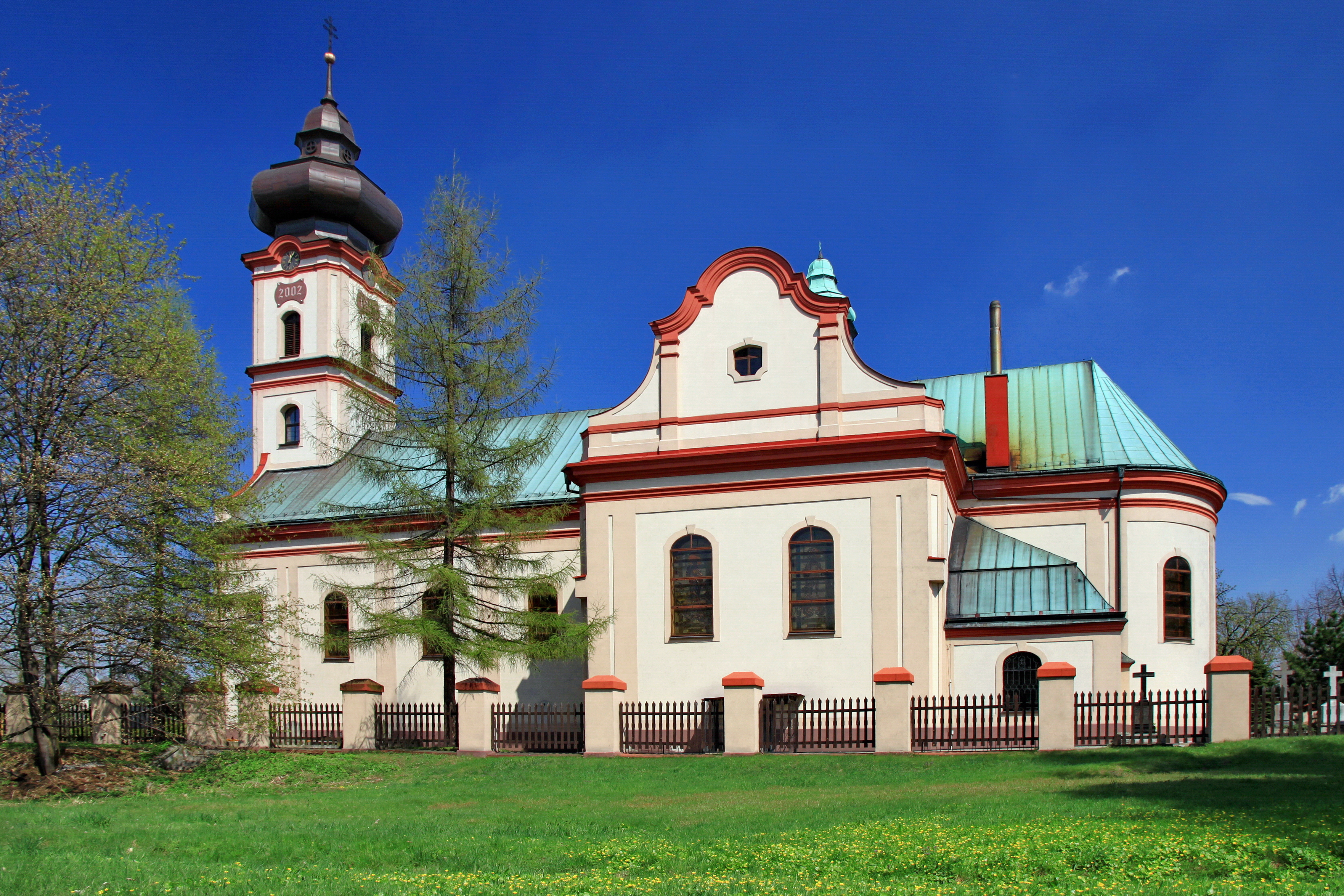
Die Pfarrkirche

- Die Pfarrkirche St. Georg aus dem Jahr 1802: Die Vorgängerkirche, ein Holzgebäude mit separatem Glockenturm, wurde hier an der Wende vom 13. zum 14. Jahrhundert errichtet. Sie wurde Ende des 18. Jahrhunderts abgerissen, als mit dem Bau eines barocken Backsteingebäudes begonnen wurde. Hauptaltar, Kanzel, Taufbecken und einige liturgische Geräte stammen aus dem Vorgängerbau, der Neubau wurde 1800 geweiht.  1913 wurden Querschiff, Apsis und Turm angebaut, die Kirche erhielt eine Kuppel. 2009 brannte die Kuppel ab und wurde originalgetreu nachgebaut. Im Inneren der Kirche befindet sich ein Altar aus der Spätrenaissance aus dem 15. Jahrhundert mit einem Gemälde des Hl. Georg, gestiftet von der Familie von Holly. An den Seiten wird er von Figuren der heiligen Franziskus und Dominikus begleitet. Die Kirche verfügt außerdem über eine barocke Kanzel, einen Taufstein und eine Orgel aus dem Jahr 1890.[1]

## Verweise